# Ionopsidium
Ionopsidium é um género botânico pertencente à família Brassicaceae.